# Nicolás Escartín
Nicolás Escartín Ara (* 19. August 1980 in Huesca) ist ein spanischer Badmintonspieler.

## Karriere
Nicolás Escartín gewann  nahm 2002 die Brazil International und die Italian International im Herrendoppel. 2005 gewann er den Doppeltitel bei den Giraldilla International. 2005, 2006 und 2007 wurde er nationaler Meister, ebenfalls im Herrendoppel.

## Sportliche Erfolge
| Platz         | Disziplin    | Datum            | Veranstaltung            |
| ------------- | ------------ | ---------------- | ------------------------ |
| International |              |                  |                          |
| 1             | Herrendoppel | 2002             | Brazil International     |
| 1             | Herrendoppel | 2002             | Italian International    |
| 1             | Herrendoppel | 2005             | Giraldilla International |
| National      |              |                  |                          |
| 1             | Herrendoppel | 2005, 2006, 2007 | Spanische Meisterschaft  |